# Joseph van Lerius
Joseph Henri François van Lerius, anche noto con il nome fiammingo Jozef van Lerius (Boom, 23 novembre 1823 – Mechelen, 29 febbraio 1876), è stato un pittore belga specializzato in dipinti storici in stile romantico.

## Biografia
Joseph van Lerius nacque a Boom, presso Anversa, il 23 novembre 1823. Nel 1838 egli era già un apprendista disegnatore all’accademia reale di belle arti di Bruxelles. Egli fu un allievo di Gustave Wappers dal 1839 al 1844. Nel 1852 egli fece un viaggio di studi in Germania e in Italia. Due anni dopo, egli fu nominato insegnante di pittura all’accademia reale di belle arti di Anversa. Tra i suoi alunni celebri si citano Lawrence Alma-Tadema, Aloïs Boudry, Gerard Portielje, Henri van Dyck e Piet Verhaert.

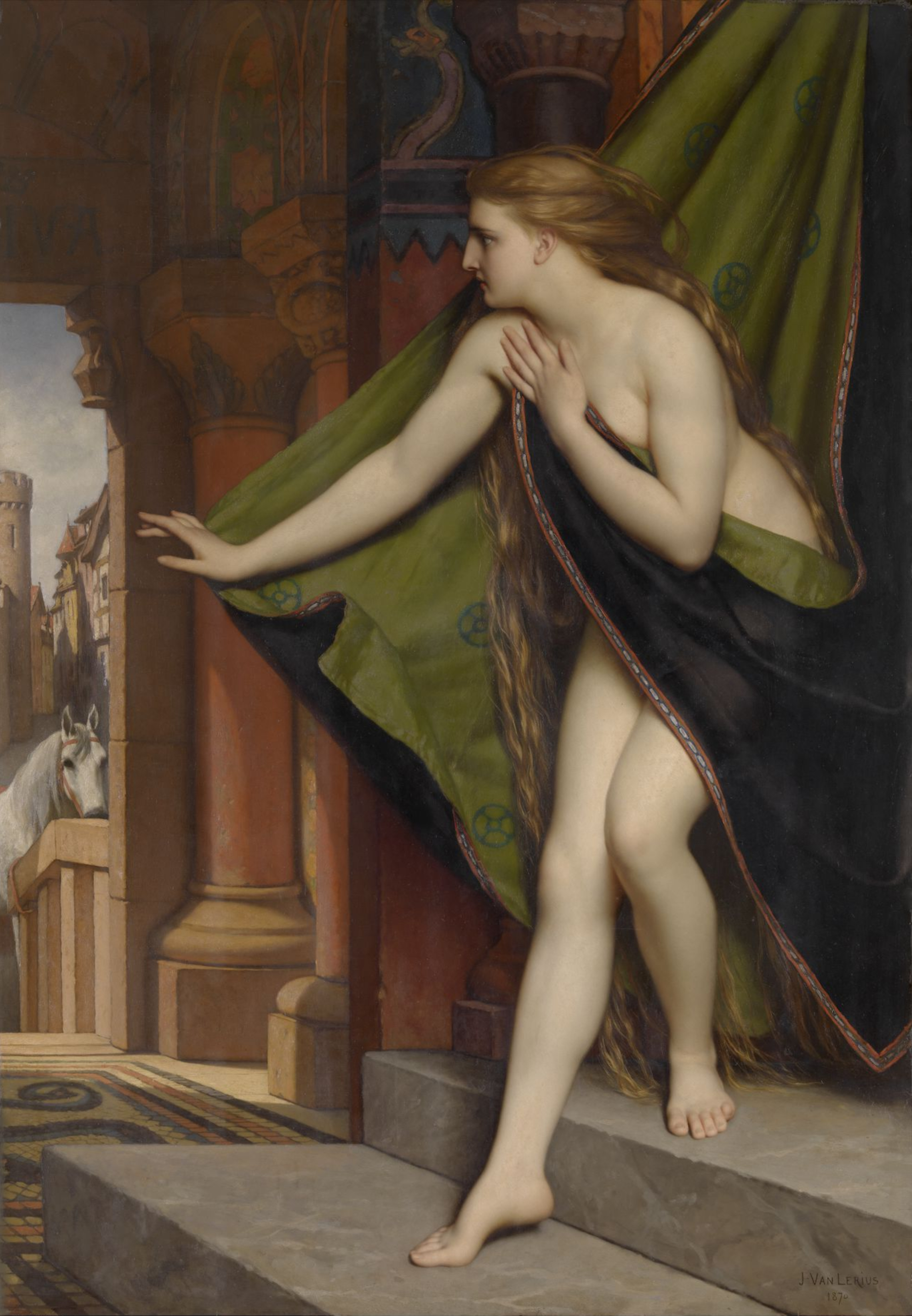
Lady Godiva, 1870

Van Lerius dipinse scene mitologiche e bibliche, oltre a ritratti e dipinti di genere. Nel 1852, la regina Vittoria acquistò il suo dipinto Primogenito (Premier Né), che raffigura una giovane coppia con un neonato. L’opera si trova ancora oggi al castello di Windsor. La sua opera più famosa è senza dubbio Lady Godiva, che nel 1870 venne esposta al Salone Triennale di Anversa e in seguito venne comprata dal mercante d’arte londinese Henry Graves. Degli altri dipinti giunsero fino a San Francisco e San Pietroburgo. È famoso anche un suo dipinto ritraente Esmeralda, un personaggio del romanzo Notre-Dame de Paris di Victor Hugo, assieme alla sua capretta Djali.
Nel 1861, Lerius ricevette la croce del cavaliere dell’ordine di Leopoldo e nel 1869 divenne un cavaliere dell’ordine al merito di San Michele.
Nel 1875 gli venne diagnosticata la meningite e l’anno seguente morì a Mechelen (Malines in francese), dove era andato a farsi curare.

## Lista di opere (parziale)
- La lettura, 1840

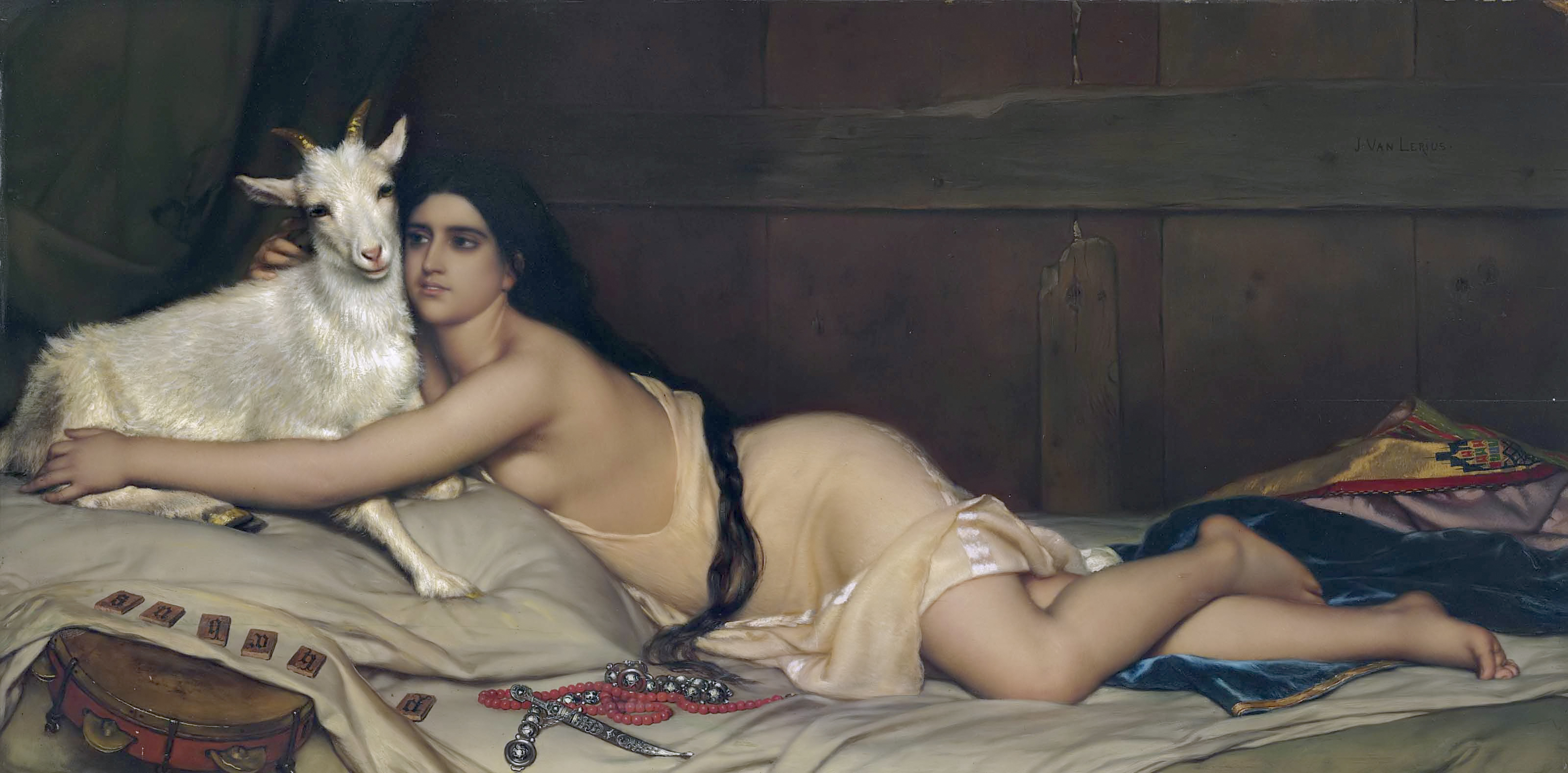
Esmeralda e Djali, 1847

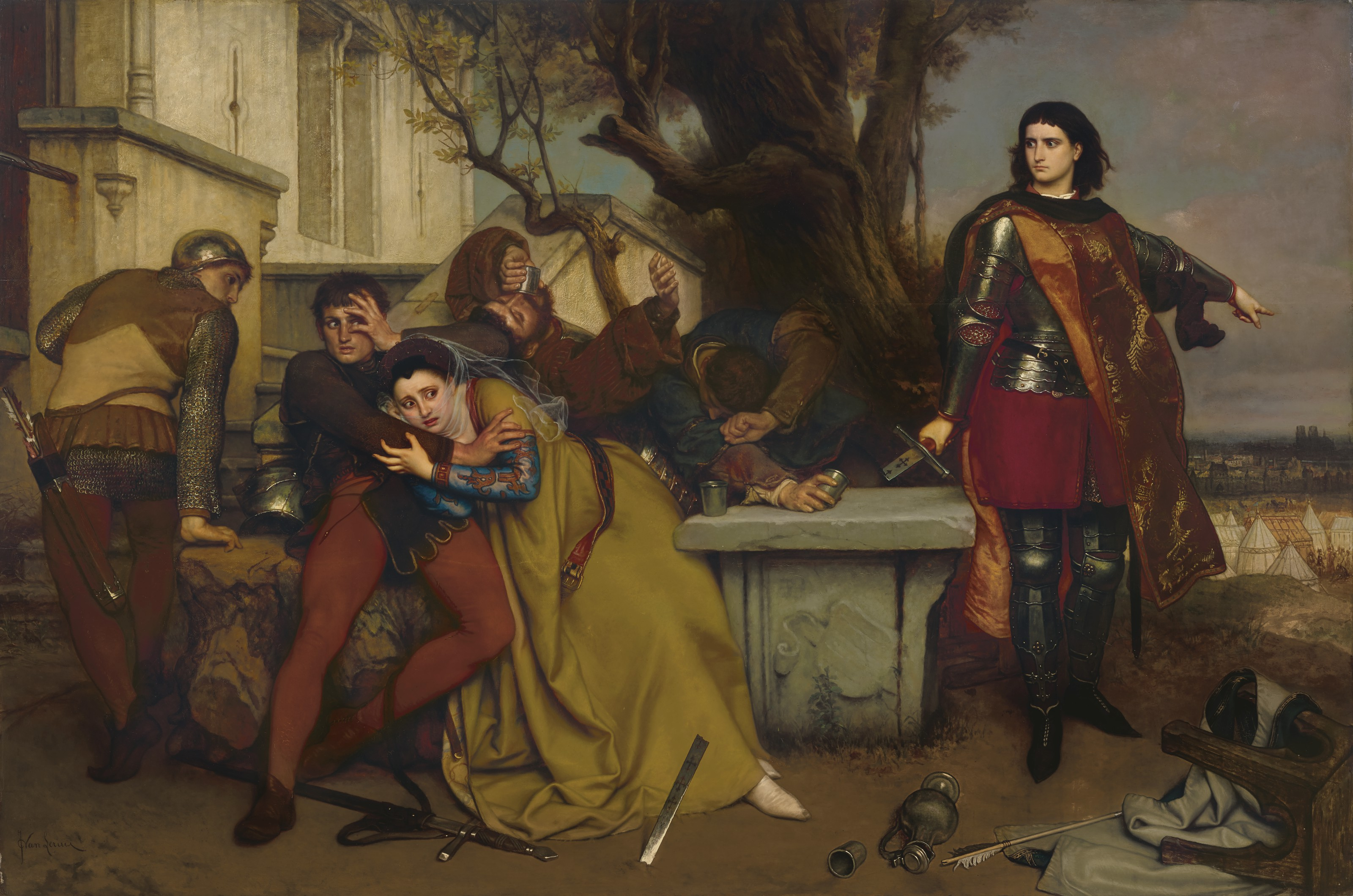
Giovanna d’Arco all’assedio di Parigi, 1860 circa

- Istituzione dell’ordine della Giarrettiera, 1842
- Ragazza della Dalarna, 1843 circa
- Esmeralda e Djali, 1847
- Paul e Virginie, 1847
- Angelica e Medoro, 1847
- Autoritratto, 1852
- Giovanna d’Arco all’assedio di Parigi, 1860 circa
- Giovane ragazza della parrocchia di Rättvik in Dalarna, 1862
- Lady Godiva, 1870
- Mogli di Venezia, 1871